# Station Snåsa
Station Snåsa is een spoorwegstation in de Noorse plaats Snåsa in de gelijknamige gemeente. Het station dateert uit 1926 toen Nordlandsbanen werd geopend tot aan Snåsa.